# Liu Bannong
Pour les articles homonymes, voir Liu.
Liu Bannong (chinois simplifié : 刘半农 ; chinois traditionnel : 劉半農 ; pinyin : Liú Bànnóng) ou Liu Fu (chinois simplifié : 刘复 ; chinois traditionnel : 劉復 ; pinyin : liú fù), né le 27 mai 1891 à Jiangyin dans la province du Jiangsu en Chine de la dynastie Qing, mort de maladie le 14 juillet 1934 à Pékin, est un linguiste, traducteur et poète chinois.
Liu Bannong a obtenu un doctorat de l'université de Paris et a été membre de la Société de linguistique de Paris. Il a dirigé à Pékin un laboratoire de phonétique expérimentale. Il est le frère du musicien Liu Tianhua.
En 1920 il publie une étude sur les Manuscrits de Dunhuang.
Il a traduit en 1927 deux contes de Voltaire, Jeannot et Colin et Bababec et les fakirs.
Sa poésie est de style réaliste.

## Liste des œuvres
- (Fu-Liu), Étude expérimentale sur les tons du chinois, Les Belles Lettres/Université nationale, Paris/Pékin, 1925.
- (Fu-Liu), Les Mouvements de la langue nationale en Chine, Les Belles Lettres/Université nationale, Paris/Pékin, 1925.
- Recueil de contes de France (Faguo duanpian xiaoshuo ji), trad. Liu Bannong, Shanghai, 1935.